# Dominikus Zimmermann
Dominikus Zimmermann (født 30. juni 1685 i Wessobrunn (Bayern), død 16 november 1766) var en tysk arkitekt og stukkatør i rokokoepoken.
I valfartskirken Die Wies (1746-1754) forener Zimmermann et aflangt kirkerum med en central oval som har en koromgang. Interiøret med sin overdådige udsmykning står i skarp modsætning til det mere tilbageholdende og stramme eksteriør. Stukudsmykningen udgør en overgang mellem kirkerummets arkitektur og taghvælvningens freskomaleri. I koret er grænsen mellem arkitektur og ren dekoration næsten helt ophævet.
Stukdekorationerne og malerierne i Die Wies er udført af Zimmermanns broder Johann Baptist Zimmermann.